# Drepanotylus aduncus
Drepanotylus aduncus là một loài nhện trong họ Linyphiidae.
Loài này thuộc chi Drepanotylus. Drepanotylus aduncus được Sha & Zhu miêu tả năm 1995.